# 클리프톤 제임스
클리프톤 제임스(George Clifton James, 1921년 5월 29일 ~ 2017년 4월 15일)는 미국의 연극 배우, 영화배우, 텔레비전 배우이다.
스포캔에서 태어났다.

## 영화
- 레이징 플래그 (2006년)
- 슈퍼맨 2 - 리차드 도너 편집판 (2006년)
- 선샤인 스테이트 (2002년)
- 인터스테이트 84 (2000년)
- 의뢰인 (1996년)
- 론 스타 (1996년)
- 복수의 25시 (1991년)
- 허영의 불꽃 (1990년)
- 여덟명의 제명된 남자들 (1988년)
- 언터처블 (1987년)
- 토크 투 미 (1984년)
- A 특공대 - TV시리즈 (1983년)
- 슈퍼맨 2 (1980년) - 보안관 역
- 달라스 (1978년)
- 더 배드 뉴스 베어스 인 브레이킹 트레이닝 (1977년)
- 실버 스트릭 (1976년) - 올리버 차운시 보안관 역
- 크레이지 보이 - 홍콩 소동 (1975년) - 빌 역
- 뱅크 샷 (1974년)
- 버스터 앤 빌리 (1974년) - 제이크 역
- 브리타닉호의 위기 (1974년)
- 007 황금총을 가진 사나이 (1974년) - J.W. 펩퍼 보안관 역
- 워싱턴의 늑대인간 (1973년)
- 아이스맨 코메스 (1973년)
- 마지막 지령 (1973년)
- 키드 블루 (1973년)
- 래핑 폴리스맨 (1973년)
- 007 죽느냐 사느냐 (1973년) - J.W. 펩퍼 보안관 역
- 비스킷 이터 (1972년)
- 센츄리안 (1972년)
- 리버스 (1969년)
- 윌 페니 (1968년)
- 체이스 (1966년)
- 최후의 총잡이 (1964년)
- 엑스페리먼트 인 테러 (1962년)
- 섬씽 와일드 (1961년)
- 보난자 (1959년)
- 딜론 보안관 (1955년)